# Промышленный альпинизм

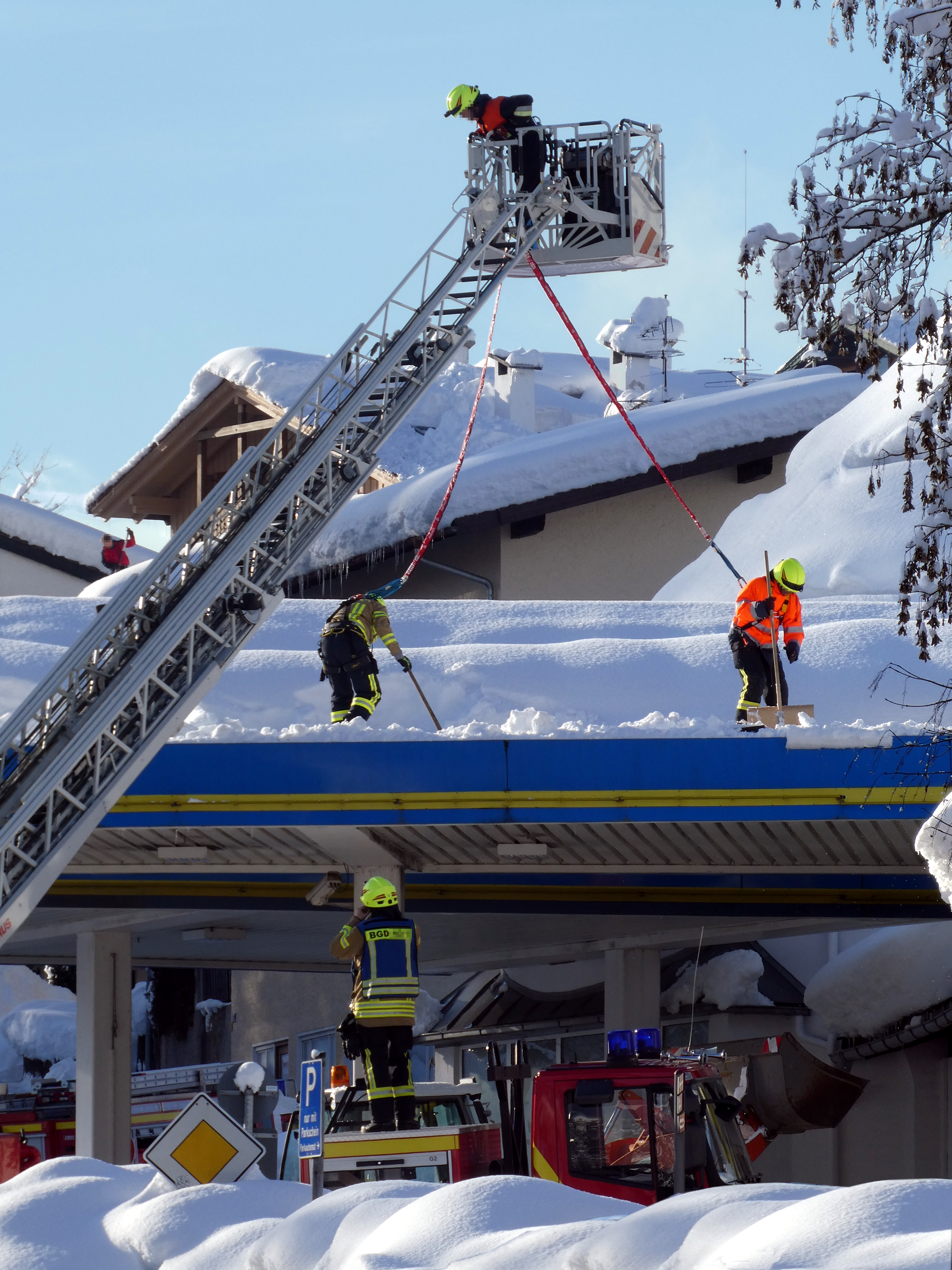
Промышленные альпинисты на расчистке крыши от снега, 2 — работают, 2 — страхуют при помощи верхней страховки и стрелы

Промы́шленный альпини́зм (промальпини́зм, прома́льп, англ. rope access — «верёвочный доступ») — технология выполнения работ в безопорном пространстве, основанная на использовании техники спелеотуризма и альпинизма.
Рабочее место промышленного альпиниста оборудовано верёвкой, по которой альпинист осуществляет спуск (реже — подъём), и другими альпинистскими средствами передвижения, крепления и защиты от падения с высоты. Технология промышленного альпинизма позволяет осуществлять работы в труднодоступных местах без использования строительных лесов, люлек, подмостей, подъёмных механизмов или других платформенных устройств. К услугам промышленного альпиниста прибегают там, где устройство платформенных устройств нецелесообразно по экономическим причинам или сопряжено с трудностями технического характера.

## Виды работ

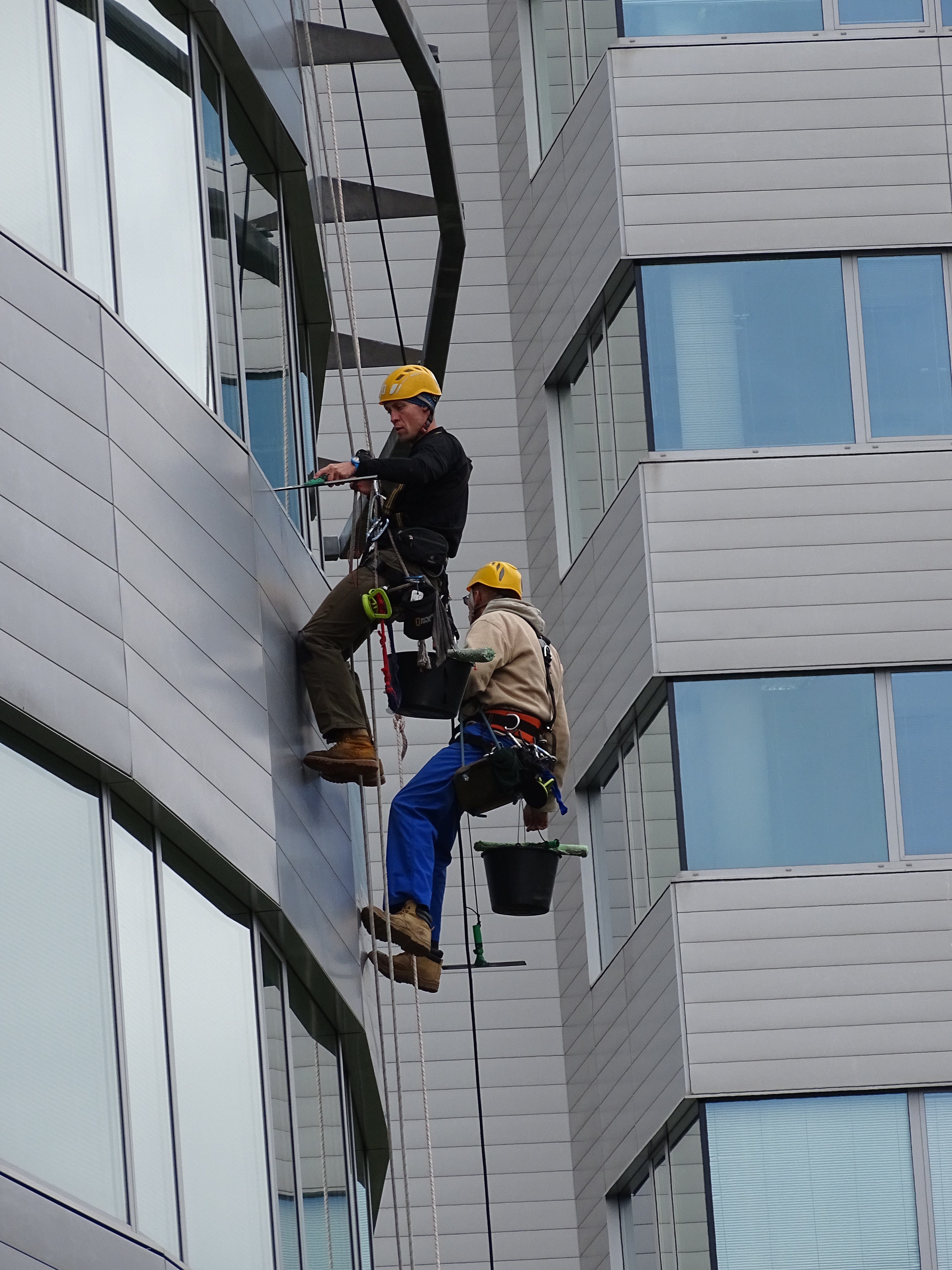
Промышленные альпинисты моют окна на большой высоте

Сфера применения промышленного альпинизма очень широка, альпинистов используют для осуществления строительных, монтажных, обслуживающих, ремонтных и других работ, касающихся фасадов зданий, оборудования, внутренних и наружных конструкций строительных сооружений. Основные виды работ промышленных альпинистов — очищение и мытьё окон и других элементов фасадов зданий, уборка снега с крыш и удаление наледи с карнизов, герметизация межпанельных стыков (швов), монтаж, демонтаж, покраска, обслуживание и ремонт несущих и ограждающих конструкций, оборудования, башен, мачт и прочее.

## Несчастные случаи
Работа промышленных альпинистов сопряжена с повышенным риском для здоровья и жизни. Главной причиной увечий и гибели промышленных альпинистов является, как правило, несоблюдение техники безопасности до или во время осуществления альпинистских работ. К примеру, в августе 2009 года, в результате урагана, внезапно начавшегося во время выполнения высотных работ на высотном здании «Есентай тауэрс» в Алматы, погибли 4 промышленных альпиниста. Причиной гибели специалистов стала халатность руководства, не позаботившегося вовремя получить официальный прогноз погоды и не запретившего производство высотных работ в непогоду.

## Обучение промышленному альпинизму
Для получения специальности промышленного альпиниста необходимо пройти подготовку. Готовят промышленных альпинистов в аккредитованных учебных заведениях.
Обучение на каждый уровень длится 5 дней, на шестой день происходит экзамен. Курс состоит из теоретической и практической подготовки. Знакомство со снаряжением, спуск и подъём по верёвке, переход с верёвки на верёвку, прохождение узлов, выход с края, узлы и спасательные работы. Успешно окончившему курсы выдается сертификат, пластиковая карта с фото и личным номером и книжка альпиниста (logbook), в которую заносятся выполненные работы и часы. Альпинисты первого и второго уровня должны работать под контролем третьего. В России действует система обучения, схожая с системой IRATA. Основополагающий документ организации ICOP — свод правил IRATA, и именно с него списан приказ N 155н, а точнее, его редакция 2018 года.
К работе не допускают лиц, не обладающих документом, подтверждающим прохождение соответствующей подготовки, положительным заключением медкомиссии, и не ознакомленных с техникой безопасности. Во многих странах действуют профессиональные организации промышленных альпинистов (например, Society of Professional Rope Access Technicians (SPRAT) в США и Канаде, The Industrial Rope Trade Association (IRATA) в Великобритании, Fach- und Interessenverband für Seilunterstutzte und Arbeitstechniken (FISAT) в Германии), целью которых является обеспечение безопасности при работе промышленных альпинистов. В отрасли используют международный стандарт ISO 22846, в котором установлены основные требования к технике выполнения высотных работ в безопорном пространстве.

## Описание технологии
Современный метод работы в безопорном пространстве основан на использовании техники дублирования. Эта техника предполагает, что все жизненно важные элементы снаряжения дублированы, и в случае выхода из строя основного элемента специалист сможет использовать дублирующий элемент и безопасно покинуть место работы. Современные правила техники безопасности напрямую запрещают производить работы в безопорном пространстве в одиночку. Таким образом промышленные альпинисты работают как минимум в паре.

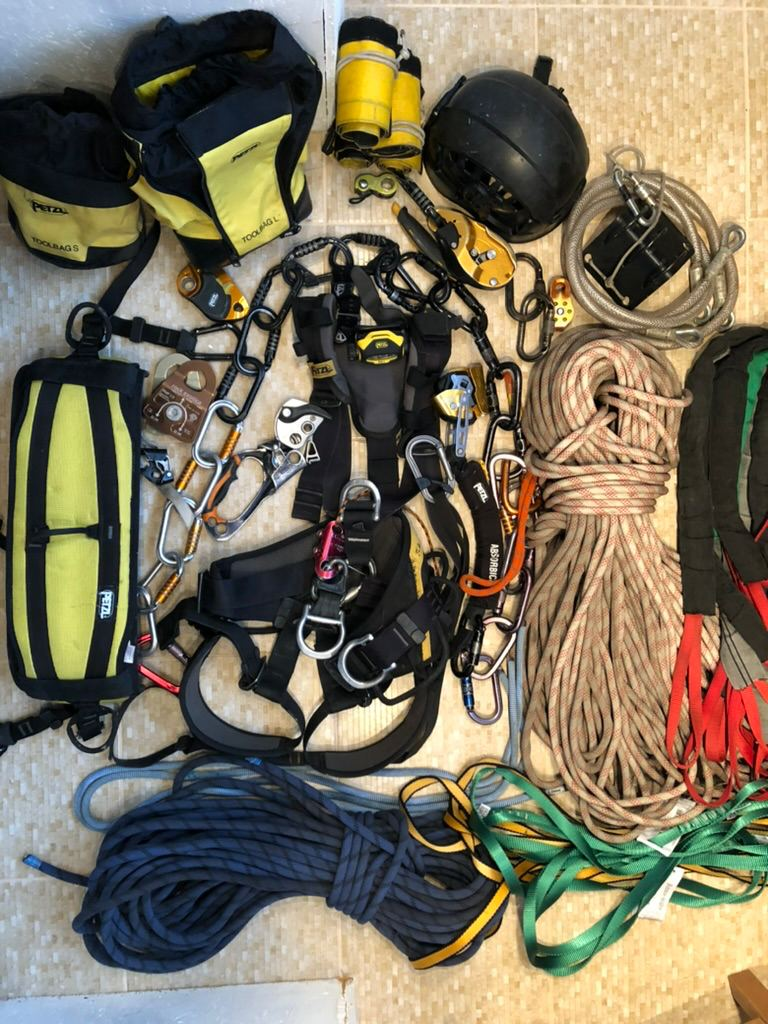
Снаряжение промышленного альпиниста

### Базовые элементы снаряжения
- Каска
- Страховочная система
- Карабины
- Верёвки (анкерные линии)
- Кольцевые петли из текстиля или стали для создания анкерных точек (мест закрепления верёвки)
- Спусковое устройство
- Страховочное устройство
- Зажимы для подъёма
- Блок-ролики
- Средства защиты верёвки

## История

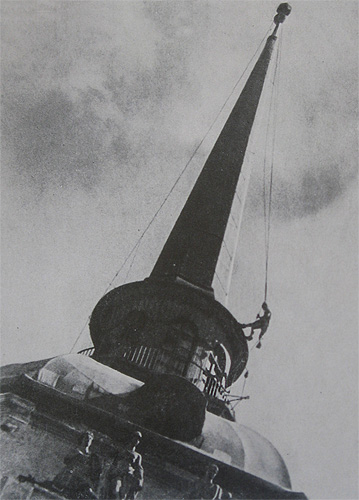
Адмиралтейство. Снятие маскировочного чехла со шпиля. 1944 год

Одним из первых примеров того, что позднее назвали промышленным альпинизмом, была работа Петра Телушкина в 1830 году при починке ангела на шпиле Петропавловского собора.
Промышленный альпинизм появился как классический пример инновации в строительной индустрии. Перед возведением плотины Гувера (США) в начале 1930-х годов возникла необходимость очистки и закрепления стен каньона от подвижной скальной породы. Вода, замерзая и оттаивая, оставляла глубокие трещины и каверны в скале. Эту задачу выполнили профессиональные горняки-шахтёры, использовавшие одну верёвку и примитивное оборудование. Они делали шурфы в скале и закладывали в них динамит. Недостаточная альпинистская подготовка, отсутствие необходимого снаряжения и несоблюдение техники безопасности привели к большому числу жертв из-за падений.
В СССР впервые промышленный альпинизм был применён во время Великой Отечественной войны. Альпинист Михаил Михайлович Бобров (р. 1923. Герой Советского Союза) во время блокады Ленинграда в составе бригады альпинистов под руководством Ольги Афанасьевны Фирсовой участвовал в маскировке золотых шпилей, лишая фашистов возможности вести по ним прицельный огонь.
В 1970-х годах появилась современная альпинистская верёвка и надёжное альпинистское снаряжение. Свой современный вид и широкое распространение промышленный альпинизм как технология и профессия приобрёл в начале 1980-х.
В книге «Скалолазы: спорт и профессия» Л. М. Замятин писал про промышленный альпинизм, в том числе в 1960-е годы на строительстве Токтогульской ГЭС на реке Нарын. Альпинисты и обученные альпинистами работали на многих объектах — в том числе строили Саяно-Шушенскую ГЭС.

## Фотогалерея

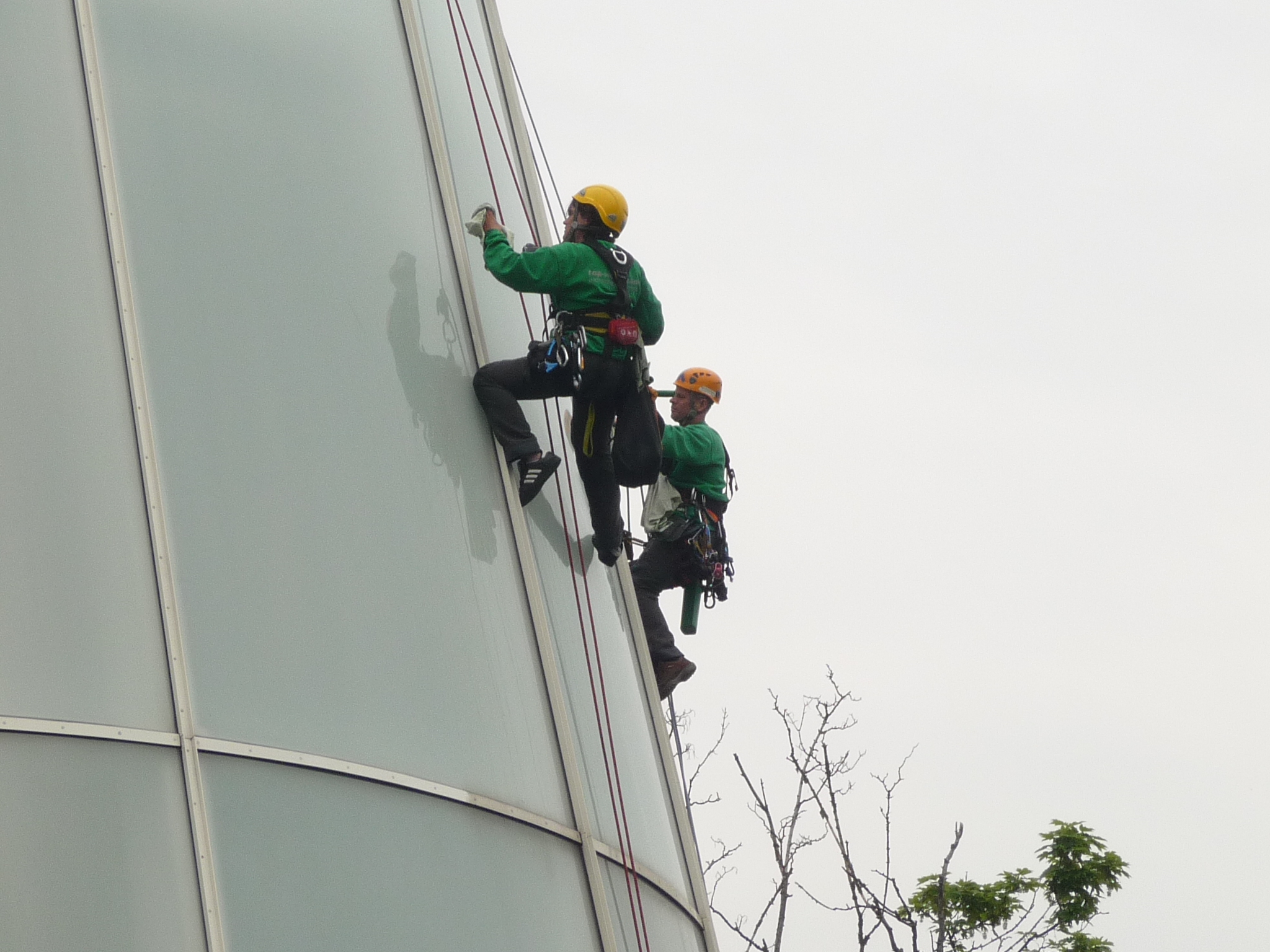
Промышленные альпинисты на фасаде здания
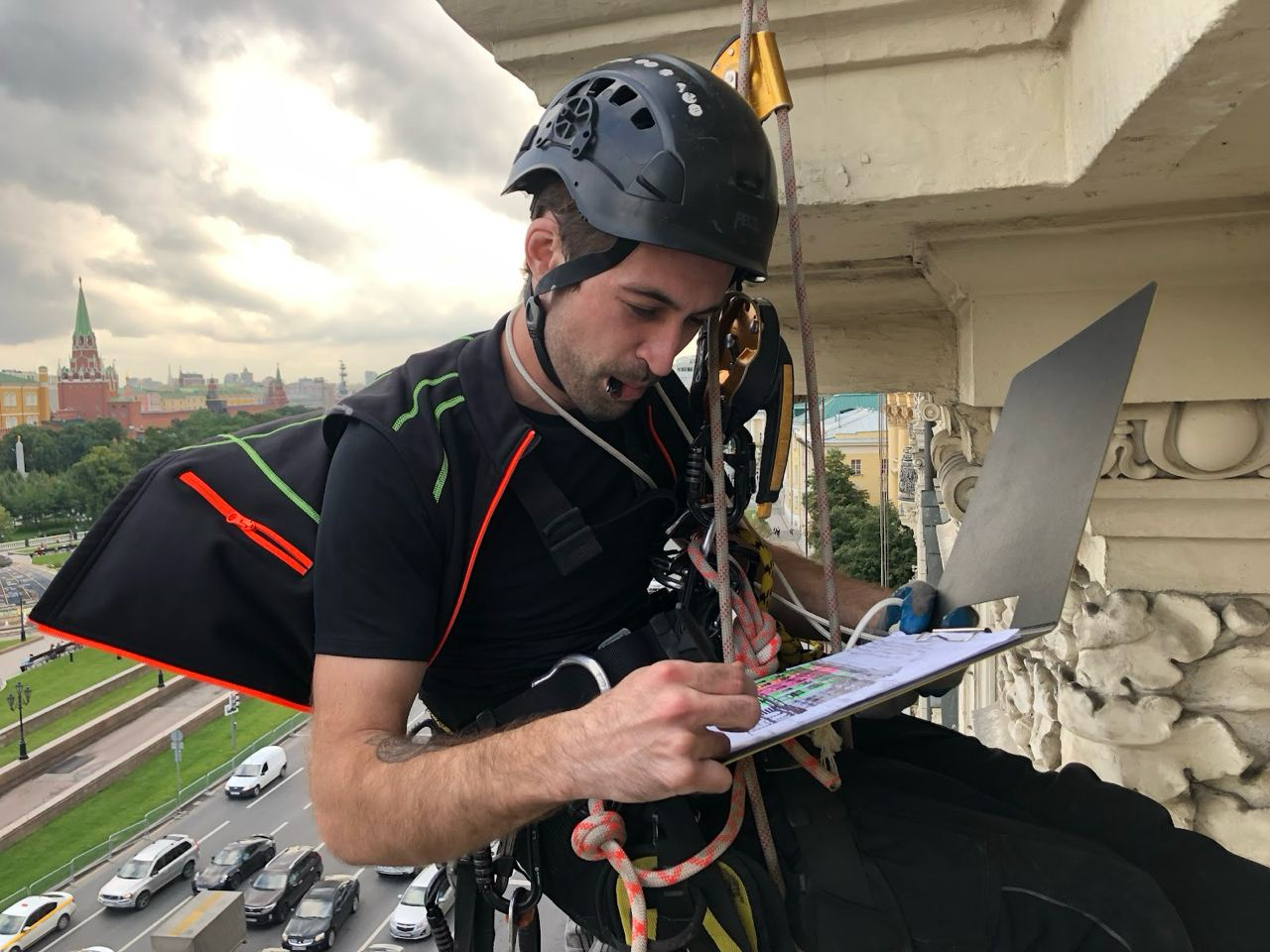
Обследование фасада промышленным альпинистом
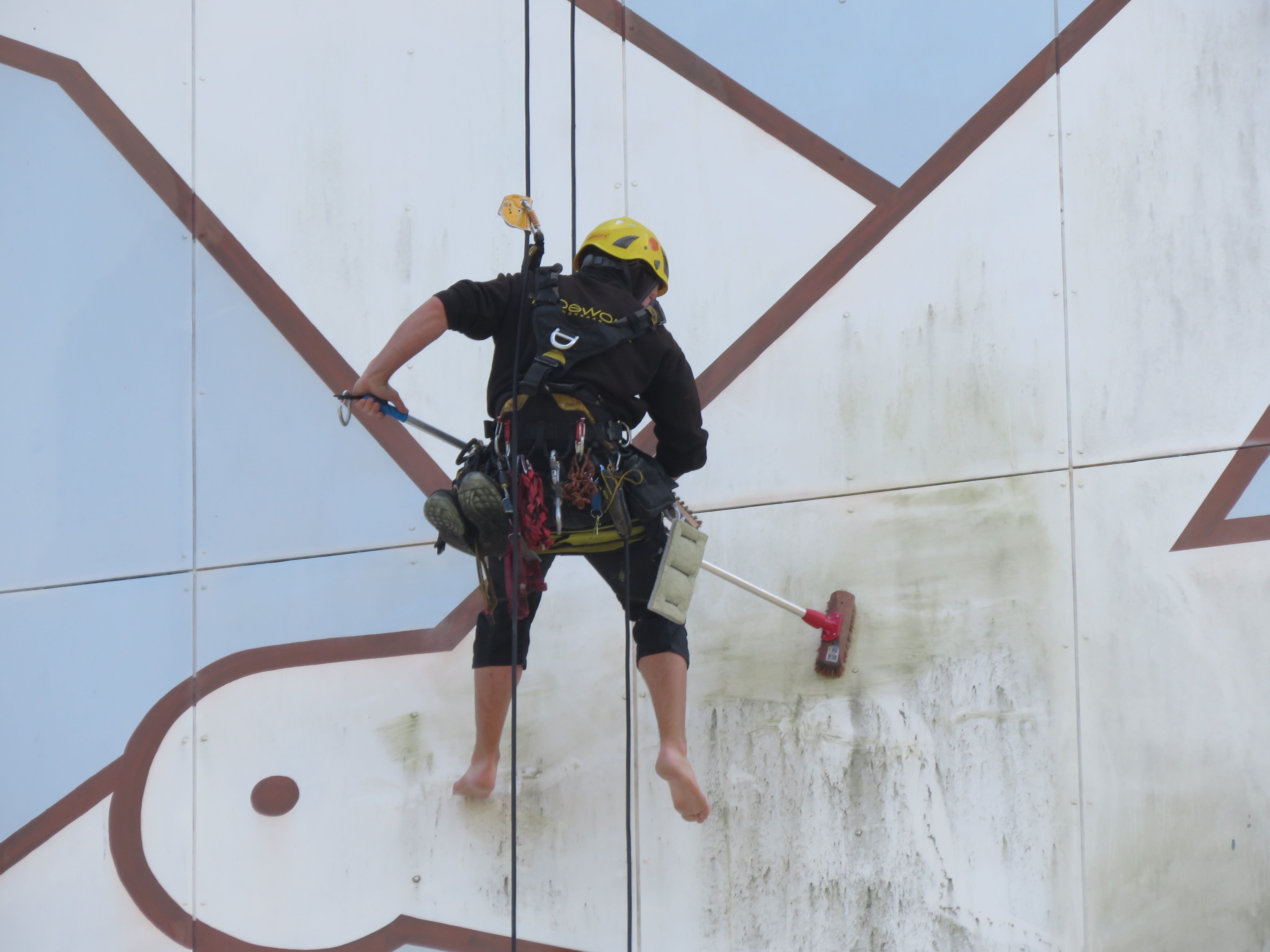
Промышленный альпинист на помывке стены, основная рабочая верёвка и дополнительная страховочная верёвка
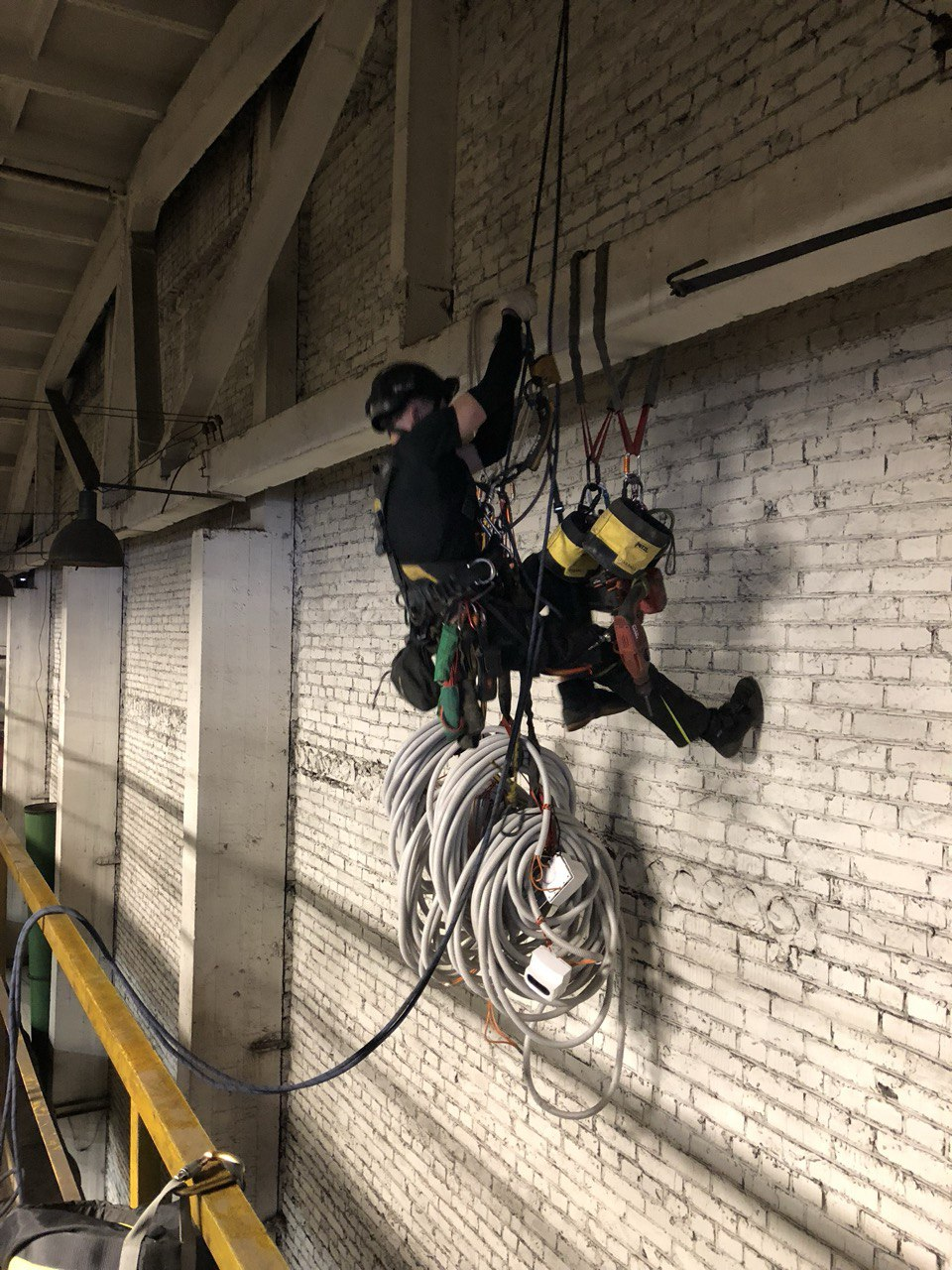
Монтаж промышленным альпинистом
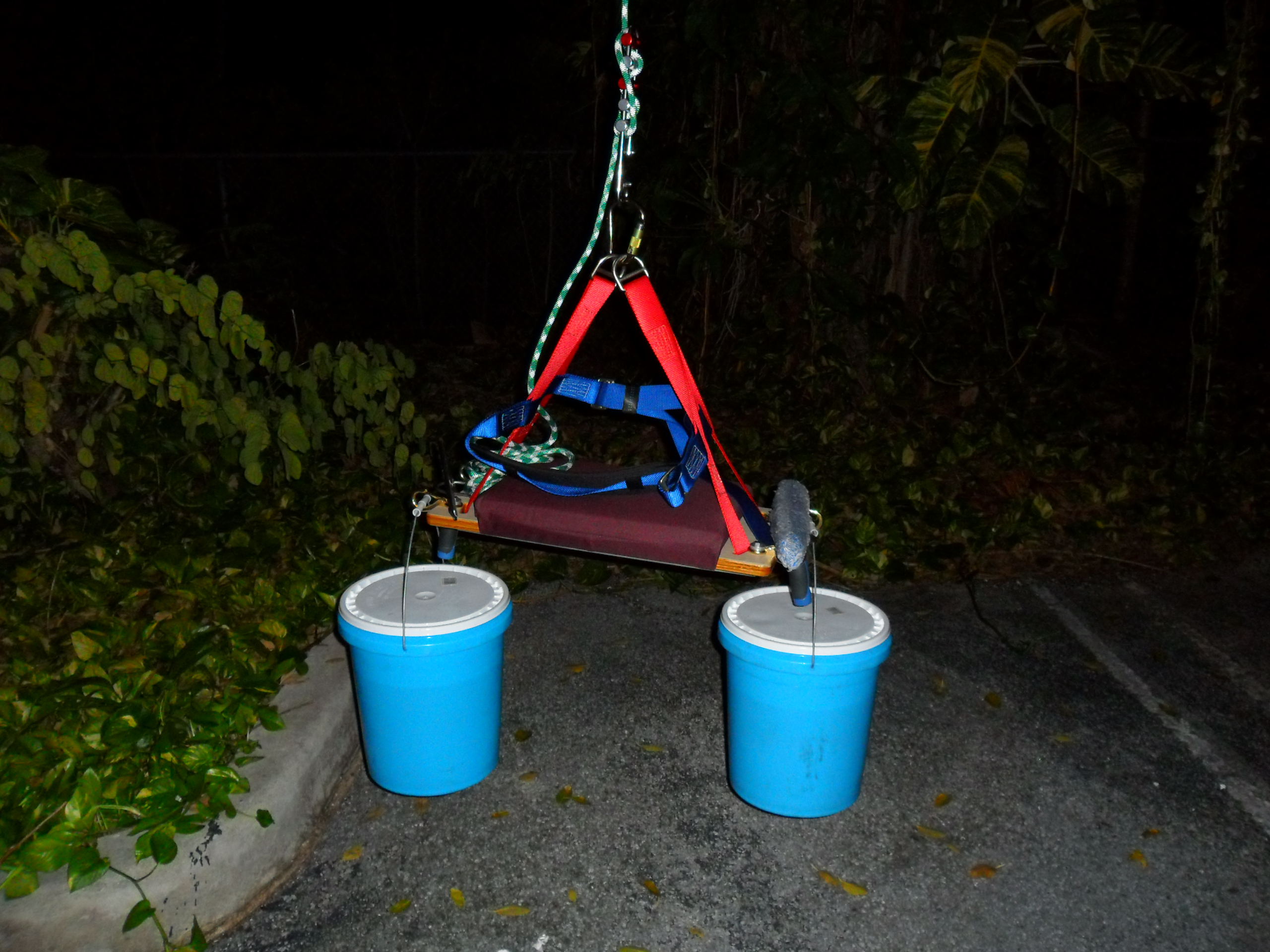
Рабочее место профессионального мойщика окон — фанерная сидушка, обитая мягким материалом, имеет карабины для подвеса вёдер с водой, рымы для размещения щёток, присоску для крепления сидушки к стеклу окна, спусковое устройство типа «решётка», дополнительную (страховочную) верёвку со страховочным устройством